# Die Fackel (Leipzig)
Die Fackel war ein Volksorgan für Leipzig und Umgegend. Die Zeitung erschien von 1876 bis 1878.
Der von Bruno Geiser geleitete „Leipziger Zeitungsverein“ konstituierte sich im Lokal des Arbeiterbildungsvereins mit dem Ziel, neben dem in Leipzig von Wilhelm Hasenclever und Wilhelm Liebknecht herausgegeben Vorwärts, dem Zentralorgan der deutschen Sozialdemokratie, eine eigene Lokalzeitung zu schaffen. In das Vereinslokal Ritterstr. 43 II wurden „alle diejenigen, welche sich für das Lokalblatt ‚Die Fackel‘, Volksorgan für Leipzig und Umgegend, interessieren“, zusammengerufen, um der dreimal pro Woche erscheinenden Zeitung durch Gründung eines „Vereins ‚Fackel‘“ gleichsam eine Handbreit Wasser unterm Kiel zu sichern. Das war bitter notwendig, schon wegen des pekuniären Ungleichgewichts zwischen dem notwendigerweise niedrigen Abonnementspreis und den Papier- und Druckkosten. Naturgemäß war die Einführung einer neuen Zeitung schwierig, zumal die Leipziger Sozialdemokratie zwar Heimstatt der zentralen Presse der „Bebel-Liebknechtschen“ Richtung war, bislang jedoch keine eigene Lokalzeitung besessen hatte.
Das sozialdemokratische Leipziger Lokalorgan Die Fackel erschien am 25. Dezember 1876 als Probenummer, seit Nr. 1 vom 3. Januar 1877 unter Redaktion von Julius Künzel regelmäßig dreimal wöchentlich (jeweils Dienstag/Mittwoch, Donnerstag/Freitag und Sonnabend/Sonntag) zum Quartalspreis von 1,6 M. (monatlich 60 Pfg., Einzelnummer 5 Pfg.) und wurde mit Nr. 117 vom 29. September 1878 eingestellt, um dem zu erwartenden Verbot durch das Sozialistengesetz zuvorzukommen.
An ihre Stelle sollte ab 1. Oktober 1878 die Neue Leipziger Zeitung für Stadt und Land treten. Auf Julius Künzel hagelten zahlreiche Strafmandate nieder. Zeitweise übernahmen Max Preißer in Lindau (Nr. 85–86 vom 17. und 19. Juli 1878) und Carl Schulze in Leipzig (Nr. 95 bis 100 vom 9. – 21. August 1878) die Verantwortung, in die ab Nr. 101 vom 23. August 1878 während einer Gefängnisstrafe seines Bruders Ernst Künzel bis zur letzten Nr. 117 vom 29. September 1878 eintrat.